# Zoquitipa, San Luis Potosí
Zoquitipa är en ort i Mexiko.   Den ligger i kommunen Tamazunchale och delstaten San Luis Potosí, i den sydöstra delen av landet, 200 km norr om huvudstaden Mexico City. Zoquitipa ligger 145 meter över havet och antalet invånare är 406.
Terrängen runt Zoquitipa är huvudsakligen kuperad, men åt nordost är den platt. Runt Zoquitipa är det ganska tätbefolkat, med 56 invånare per kvadratkilometer. Närmaste större samhälle är Tamazunchale, 5,4 km norr om Zoquitipa. I omgivningarna runt Zoquitipa växer huvudsakligen savannskog.